# Porphyrostemma monocephala
Porphyrostemma monocephala là một loài thực vật có hoa trong họ Cúc. Loài này được (E.A.Bruce) Leins miêu tả khoa học đầu tiên năm 1971.